# Хазельридер, Освальд
Освальд Хазельридер (нем. Oswald Haselrieder, род. 22 августа 1971) — итальянский саночник, чемпион мира и бронзовый призёр Олимпийских игр.
В начале своей карьеры Хазельридер выступал как одиночник. На зимних Олимпийских играх 1992 в Альбервиле он стал седьмым, опередив соотечественника Герхарда Планкенштайнер, с которым позже стал выступать совместно в двойках. Вместе они участвовали в трёх зимних Олимпийских играх, став бронзовыми призёрами на Играх 2006 в Турине, выиграли чемпионат мира 2009 и занимали призовые места на чемпионатах Европы. В кубке мира их лучшим результатом было второе место в итогам сезона 1996-1997.

## Государственные награды
Кавалер ордена «За заслуги перед Итальянской Республикой» — 9 марта 2006 года